# Mobilfunkstandard

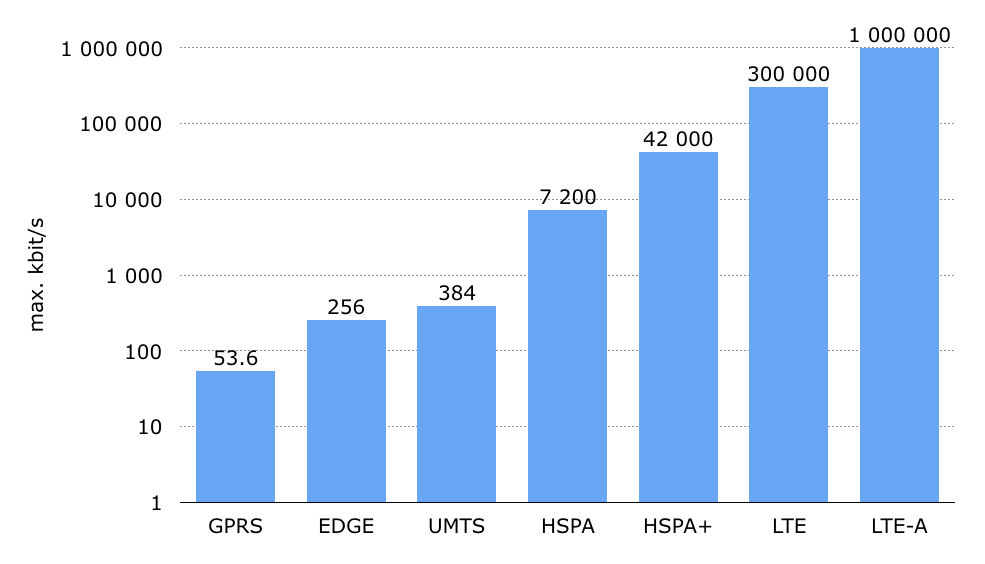
Vergleich der maximal erreichbaren Bitraten bei verschiedenen Mobilfunkstandards (logarithmische Darstellung)

Mobilfunkstandard ist ein Kategorie-Begriff und bezeichnet die Normen und Regelungen, auf denen die Technologien und Systeme mobiler Kommunikation aufbauen. Mobilfunkstandards werden in "Generationen" zusammengefasst. Die nachträglich als erste Generation bezeichneten Standards (A-, B- und C-Netz) beruhten auf Analogtechnik und sind nicht mehr in Betrieb. Die zweite bis fünfte Generation werden aktuell verwendet, wobei sich die fünfte noch im Aufbau befindet. Die zweite (GSM) und/oder dritte Generation (UMTS) wurde oder wird teilweise bereits wieder abgeschaltet. Die sechste Generation des Mobilfunkstandards ist bereits in Planung. 

## Anzeige auf Displays
Die in der Statusleiste (meist am oberen Rand der Displays, Bildschirme bzw. Flachbildschirme) von Mobiltelefonen bzw. Smartphones, Tabletcomputern usw. angezeigten Symbole bzw. Kürzel sind bei den Betriebssystemen iOS, Android und Microsoft Windows Phone teilweise unterschiedlich und geben die mögliche Datenübertragungsrate bzw. Modem-Geschwindigkeit, gemessen in Bits pro Sekunde wieder:
| Generation              | Artikel |                                                         | Geschwindigkeit   |
| ----------------------- | ------- | ------------------------------------------------------- | ----------------- |
| Zweite Generation (2G)  | GSM     | GPRS (auch G)                                           | 53,6 kbit/s       |
| Zweite Generation (2G)  | GSM     | E, EDGE                                                 | 256 kbit/s        |
| Dritte Generation (3G)  | UMTS    | 3G                                                      | 384 kbit/s        |
| Dritte Generation (3G)  | UMTS    | H (auch 3,5G oder 3G+; bei iOS auch 3G), HSDPA          | 7,2 Mbit/s        |
| Dritte Generation (3G)  | UMTS    | H+ (bei iOS auch 3G), High Speed Packet Access+ (HSPA+) | 42 Mbit/s         |
| Vierte Generation (4G)  | LTE     | LTE (auch 4G)                                           | 500 Mbit/s        |
| Vierte Generation (4G)  | LTE     | LTE-A (auch LTE+, 4G oder 4G+), LTE-Advanced            | 1 Gbit/s          |
| Fünfte Generation (5G)  | 5G      | 5G                                                      | bis zu 10 Gbit/s  |
| Sechste Generation (6G) | 6G      | 6G                                                      | bis zu 400 Gbit/s |

## Liste von Mobilfunkstandards
- Advanced Mobile Phone Service (AMPS)
- CDMA2000, ein in Amerika verwendeter Standard
- Global System for Mobile Communications (GSM)
- HIPERLAN
- IMT-Advanced
- Long Term Evolution (LTE), auch als Evolved UTRAN (E-UTRAN) bezeichnet
- Personal Communication Network (PCN), veralteter Begriff für den Mobilfunkstandard DCS 1800
- Personal Digital Cellular (PDC)
- Radio Telephone Mobile System (RTMS)
- TETRA
- Tetrapol, Bündelfunkstandard ähnlich TETRA
- Universal Mobile Telecommunications System (UMTS), auch als UTRAN bezeichnet
- WiMAX